# バニョーロ・イン・ピアーノ
バニョーロ・イン・ピアーノ（伊: Bagnolo in Piano）は、イタリア共和国エミリア＝ロマーニャ州レッジョ・エミリア県にある、人口約9,600人の基礎自治体（コムーネ）。

## 地理

### 位置・広がり

#### 隣接コムーネ
隣接するコムーネは以下の通り。
- カデルボスコ・ディ・ソプラ
- コッレッジョ
- ノヴェッラーラ
- レッジョ・エミーリア

### 気候分類・地震分類
バニョーロ・イン・ピアーノにおけるイタリアの気候分類 (it) および度日は、zona E, 2522 GGである。
また、イタリアの地震リスク階級 (it) では、zona 3 (sismicità bassa) に分類される。

## 行政

### 分離集落
バニョーロ・イン・ピアーノには、以下の分離集落（フラツィオーネ）がある。
- Pieve Rossa, San Michele della Fossa, San Tomaso della Fossa